# Heteranthera multiflora
Heteranthera multiflora là một loài thực vật có hoa trong họ Pontederiaceae. Loài này được (Griseb.) C.N.Horn mô tả khoa học đầu tiên năm 1986.